# Psalm 53

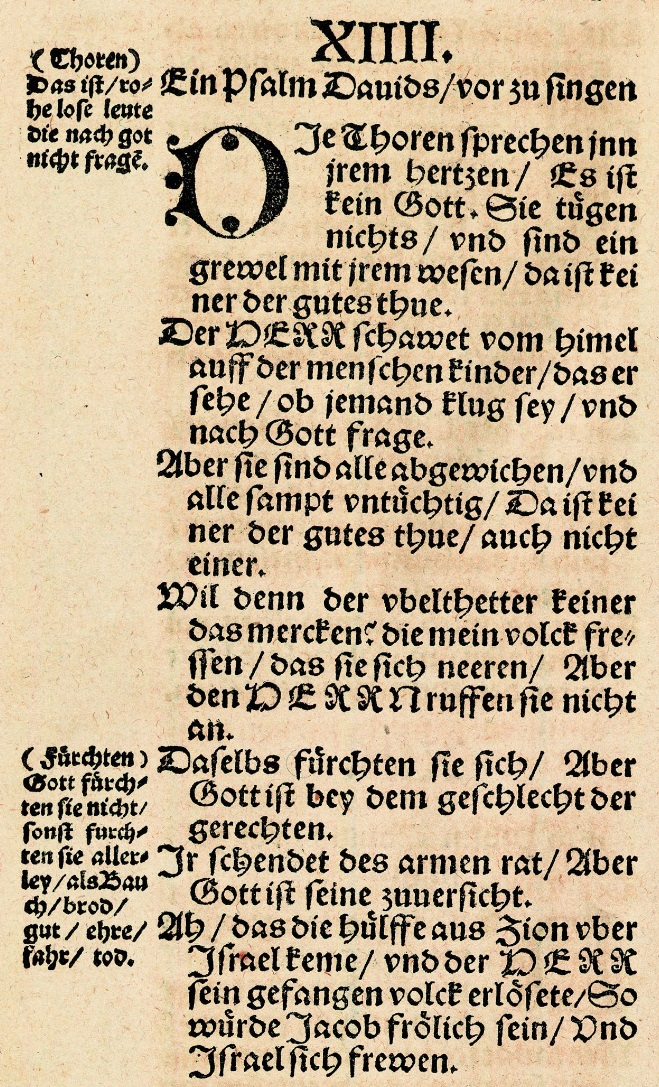
Psalm 14, Lutherbibel 1534

Der 53. Psalm ist ein Psalm Davids; er ist mit dem 14. Psalm weitgehend textgleich.

## Gliederung
Der Psalm kann in drei Teile eingeteilt werden:
1. Vers 2–4: Schilderung des allgemeinen Frevels
2. Vers 5 f.: Schelt- und Drohrede vom Gottesgericht
3. Vers 7: „Stoßseufzer“, kurzes Gebet

### Vers 5
Mit JHWHs „Brot“ ist ein Opfer gemeint. Diejenigen, die sich vom Opfer ernähren, sind die Priester. Demnach richtet sich diese Schelt- und Drohrede gegen die Priester, da sie sich von Gott abgewendet haben.

## Unterschiede zwischen Psalm 14 und Psalm 53
Die zwei Psalmen im Vergleich anhand der Schlachter-Bibel 2000.
|   | Psalm 14 | Psalm 53 |   |
| - | --- | --- | - |
| 1 | Dem Vorsänger. Von David. | Dem Vorsänger. Nach Machalat. Ein Maskil von David.                                                                                               | 1 |
|   | Der Narr spricht in seinem Herzen: „Es gibt keinen Gott!“ Sie handeln verderblich, und abscheulich ist ihr Tun; da ist keiner, der Gutes tut.     | Der Narr spricht in seinem Herzen: „Es gibt keinen Gott!“ Sie handeln verderblich und begehen abscheulichen Frevel; da ist keiner, der Gutes tut. | 2 |
| 2 | Der HERR schaut vom Himmel auf die Menschenkinder, um zu sehen, ob es einen Verständigen gibt, einen, der nach Gott fragt.                        | Gott schaut vom Himmel auf die Menschenkinder, um zu sehen, ob es einen Verständigen gibt, einen, der nach Gott fragt.                            | 3 |
| 3 | Sie sind alle abgewichen, allesamt verdorben; es gibt keinen, der Gutes tut, auch nicht einen einzigen!                                           | Sie sind alle abgewichen, allesamt verdorben; es gibt keinen, der Gutes tut, auch nicht einen einzigen!                                           | 4 |
| 4 | Haben denn die Übeltäter keine Einsicht, die mein Volk verschlingen, als äßen sie Brot? Den HERRN rufen sie nicht an.                             | Haben denn die Übeltäter keine Einsicht, die mein Volk verschlingen, als äßen sie Brot? Gott rufen sie nicht an.                                  | 5 |
| 5 | Dann erschrecken sie furchtbar, | Dann aber überfällt sie Furcht, wo nichts zu fürchten ist;                                                                                        | 6 |
|   | weil Gott bei dem Geschlecht der Gerechten ist!                                                                                                   | denn Gott zerstreut die Gebeine deiner Belagerer;                                                                                                 |   |
| 6 | Wollt ihr das Vorhaben des Elenden zuschanden machen, obwohl der HERR seine Zuflucht ist?                                                         | du machst sie zuschanden, denn Gott hat sie verworfen.                                                                                            |   |
| 7 | Ach, dass aus Zion die Rettung für Israel käme! Wenn der HERR das Geschick seines Volkes wendet, wird Jakob sich freuen und Israel fröhlich sein! | Ach, dass aus Zion die Rettung für Israel käme! Wenn Gott das Geschick seines Volkes wendet, wird Jakob sich freuen und Israel fröhlich sein.     | 7 |

Der Hauptunterschied dieser zwei Psalmen liegt vor allem in den Namen Gottes. Während im Psalm 14 Gott viermal als JHWH und dreimal mit Elohim bezeichnet wird, steht in Psalm 53 ausschließlich Elohim (siebenmal).

## Datierung
Da zur Verfassungszeit des Psalms Priester herrschend gewesen sein müssen, kann er auf die nachexilische Zeit datiert werden.

## Rezeption
Martin Luther schuf 1524 auf den 14. Psalm den vielfach bearbeiteten Choral Es spricht der Unweisen Mund wohl.